# Краснодарский соус

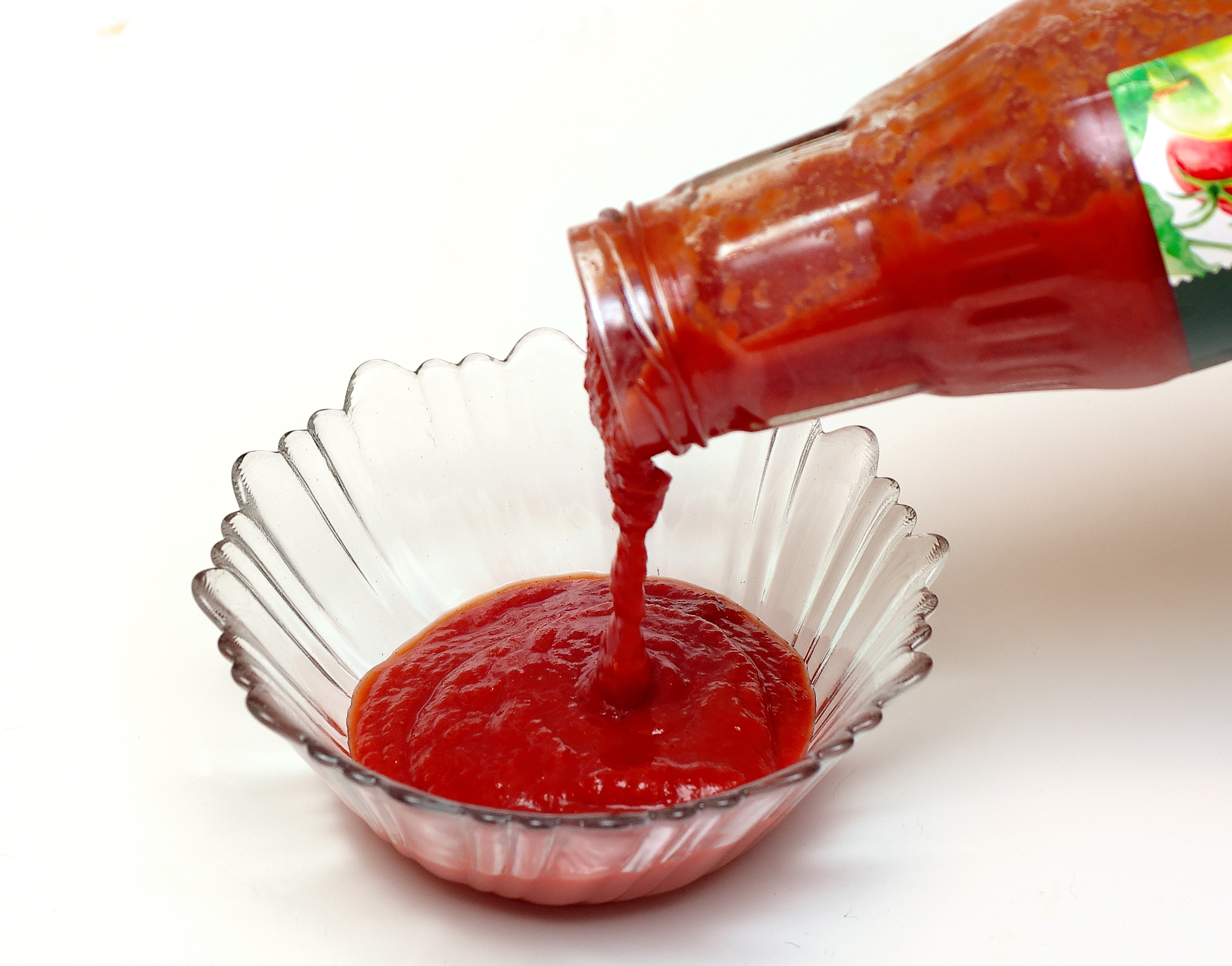
Краснодарский соус

Краснодарский соус — тип томатного соуса, производимого на основе яблочного пюре и томатной пасты с добавлением пряно-ароматических смесей и трав. Краснодарский соус выпускается предприятиями пищевой промышленности преимущественно в России, Белоруссии и на Украине.

## История

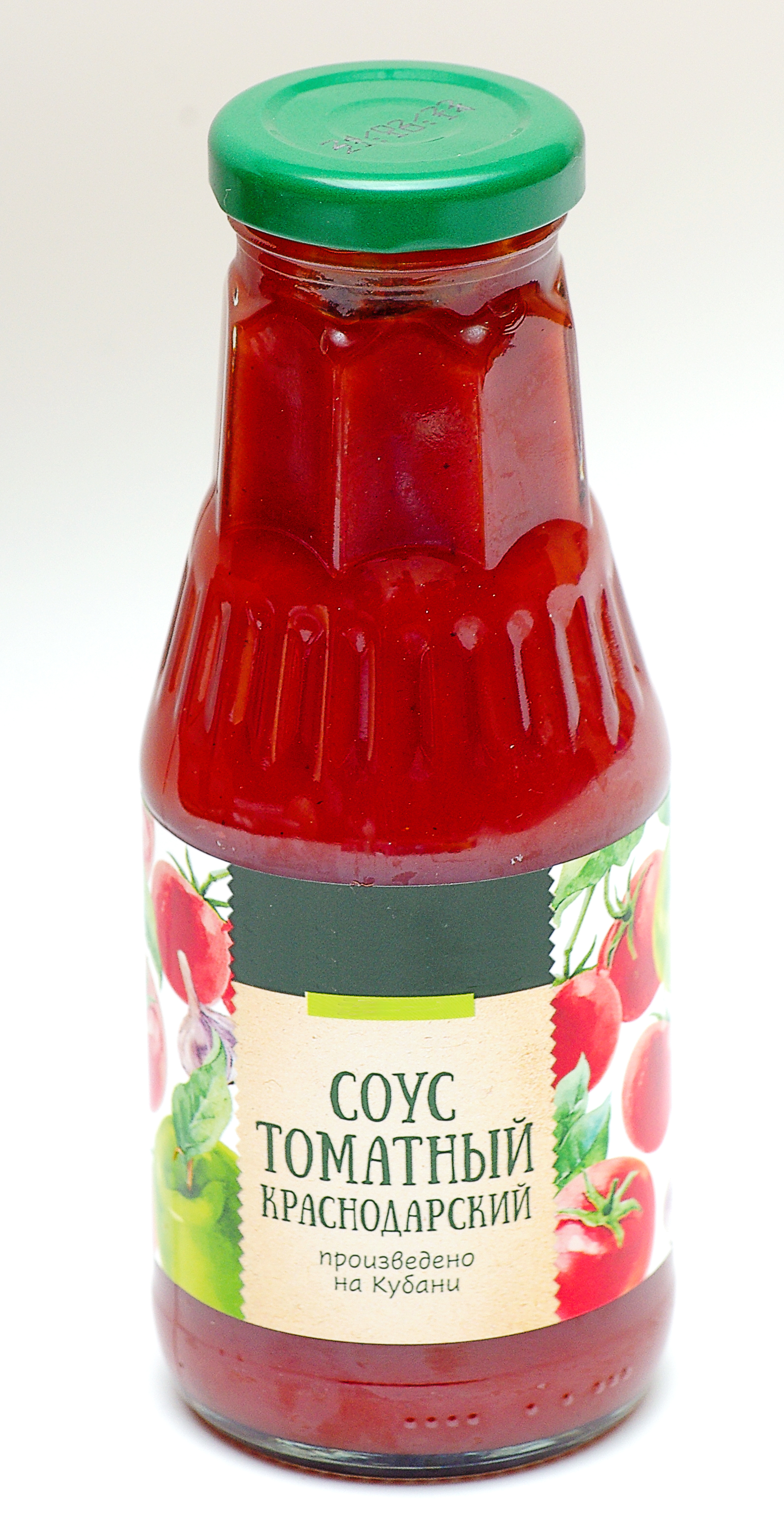
Краснодарский соус

В СССР краснодарский соус долгое время был аналогом кетчупа и подавался к мясным блюдам в заведениях общественного питания. И если кетчуп в основном был продуктом импортным, то краснодарский соус производился исключительно из местного сырья предприятиями южных регионов. Ключевой особенностью продукта является несвойственный классическим томатным соусам с добавлением уксуса яркий вкус. За счёт использования в качестве исходного сырья фруктового пюре и большого количества специй его можно определить как кисло-сладкий и сильно пряный. Применяют краснодарский соус чаще всего как подливку ко вторым блюдам, а также используют для добавления в супы, борщи и закуски.

## Состав и рецептура
Классическая рецептура краснодарского соуса включает в себя томатную пасту, яблочное пюре, гвоздику, корицу, мускатный орех, чеснок, душистый перец, сахар и соль. В советское время краснодарский соус консервные заводы вырабатывали из зрелых красных, очищенных от кожицы помидоров, уваривая их с сахаром, луком, чесноком, уксусом и пряностями. Ингредиенты тщательно перемешиваются при варке и фасуются в стеклянную тару — чаще всего пол-литровые банки с винтовой крышкой. Реже можно увидеть соус в бо́льшей таре, в дой-паках, бутылках. Готовый продукт отличается, как правило, консистенцией более густой, чем у кетчупа.
Согласно ГОСТ 17471-83, регулирующему правила производства и фасовки томатных соусов, краснодарский соус должен представлять собой однородную массу очищенных от кожицы томатов с наличием измельчённых лука и чеснока. Допускаются семена томатов и единичные кусочки кожицы. Вкус соуса должен быть острым, кисло-сладким с хорошо выраженным ароматом томатных продуктов, овощей и пряностей. Допустимый цвет красный, оранжево-красный или малиново-красный, однородный по всей массе. Допускается слабо-коричневый оттенок.
Близкими по составу и вкусу к краснодарскому соусу являются соусы томатный острый, «Молдова», херсонский, аппетитный, томатный по-грузински, томатный черноморский, астраханский, кубанский, днестровский, шашлычный.